# Kis Gábor (parasportoló)

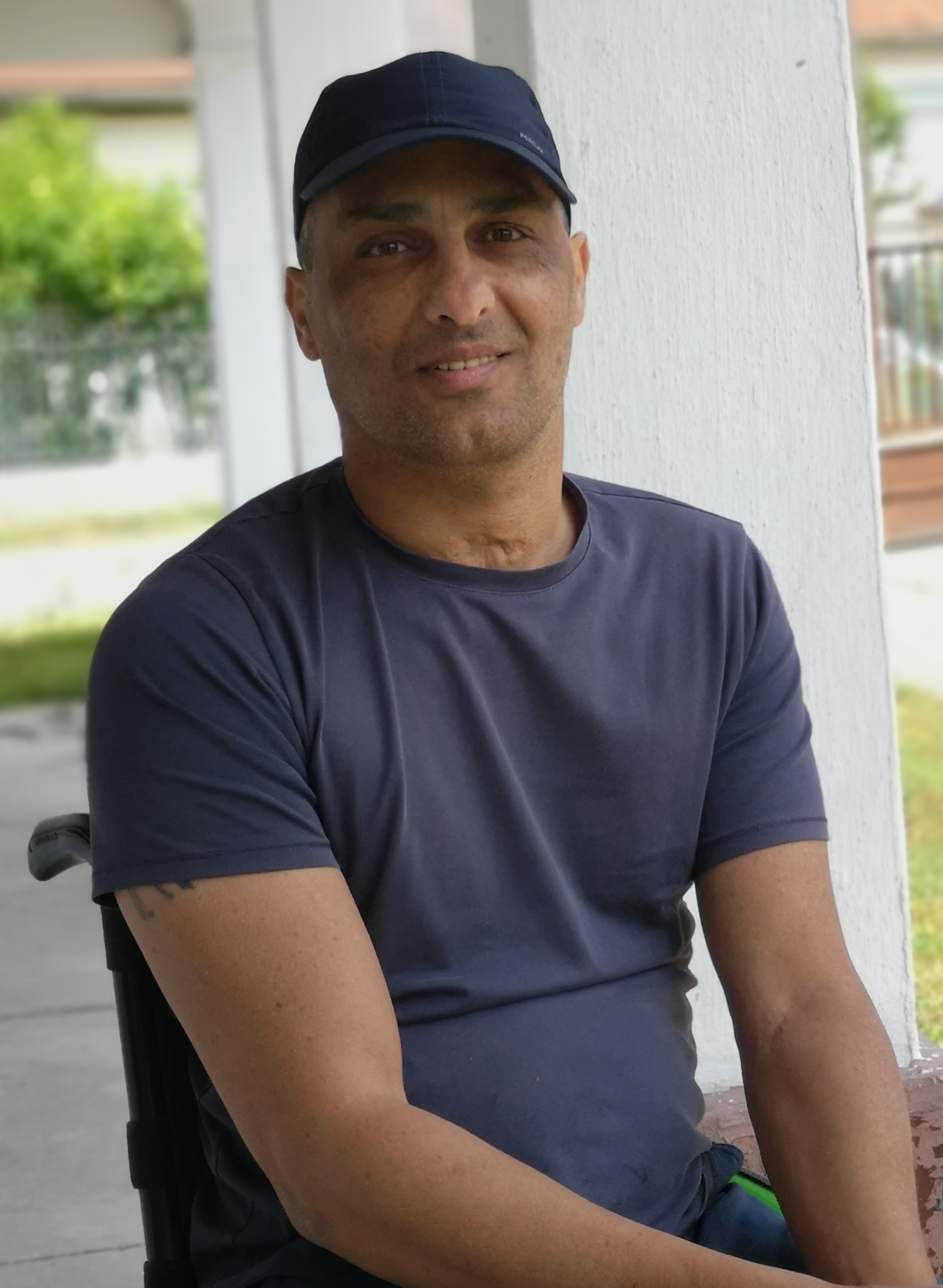
Kis Gábor portréja 2021-ből

Kis Gábor (Szabadszállás, 1977. október 25. –) magyar parasportoló, handbike-os.

## Pályája
1993-ban, 15 éves korában súlyos balesetet szenvedett, aminek következtében kerekesszékbe kényszerült. Tíz év kórházban töltött idő és a korrekciós műtétek után kezdhette el az önálló életét. Mottója, hogy a nagy dolgok a komfortzónán kívül születnek, ennek megfelelve igyekszik minél több, az épek számára elérhető lehetőséget kipróbálni. 2019-ben például siklóernyőzött is. Ugyanebben az évben indult az első futóversenyén még sporteszköz nélkül, majd további versenyekre nevezett már egy, a speciálisan kerekesszékes embereknek kifejlesztett handbike-kal.

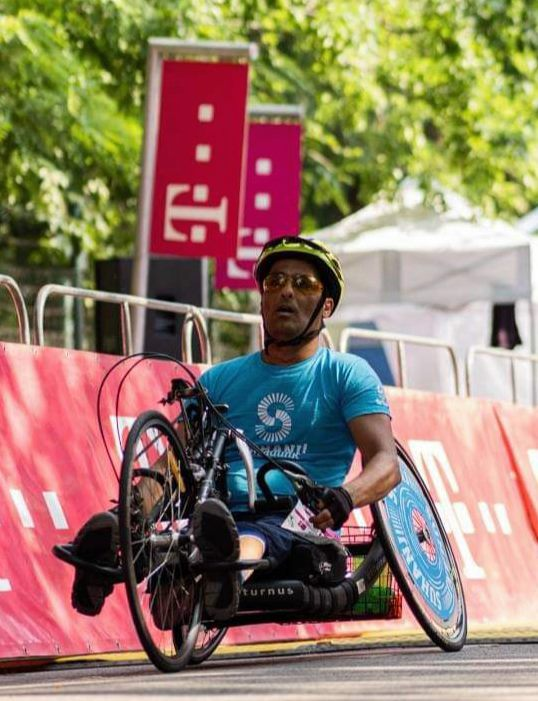
Kis Gábor befutó fotója a Telekom Vivicittá Városvédő Futáson 2021-ben

2020-ban adománygyűjtő sportolóként Matics Ádám látássérült sportolóval közösen teljesítették a Wizz Air Budapest Félmaratont, azután a Spar Budapest Maratont. A Suhanj! Alapítvány színeiben 2021 júliusában harmadik helyezést ért el handbike kategóriában a Telekom Vivicittá Városvédő Futáson félmaratoni távon, majd szeptemberben teljesítette a berlini maratont.